# SVT Barn
Pour les articles homonymes, voir Barn.
SVT Barn, est une chaîne de télévision suédoise publique destinée aux enfants. Détenue par le groupe Sveriges Television, elle émet depuis le 23 décembre 2002 et partage actuellement le même canal que Kunskapskanalen ou que SVT24.

## Histoire

### Identité visuelle

Logo de SVT B de 2008 à 2012
Logo de SVT Barnkanalen de 2016 à 2019, Toujours utilisé dans le flux MENA.
Logo de SVT Barn depuis 2019